# Pedro Avelino
Pedro Avelino è un comune del Brasile nello Stato del Rio Grande do Norte, parte della mesoregione del Central Potiguar e della microregione di Angicos.